# Shin Sae-bom
Shin Sae-bom (kor. 신새봄; * 28. Februar 1992) ist eine südkoreanische Shorttrackerin.
Shin startete in der Saison 2007/08 erstmals im Shorttrack-Weltcup. Bereits in ihrem ersten Weltcuprennen in Harbin erreichte sie als Zweite das Podest, diesen Erfolg wiederholte sie im nächsten Rennen. Schon im vierten Rennen gelang ihr in Turin der erste Weltcupsieg über die 1500-m-Distanz. Da sie aber nur in zwei von acht Weltcuprennen über diese Strecke an den Start ging, verpasste sie eine Top-10-Platzierung im 1500-m-Gesamtweltcup. Dagegen gelang ihr dieser Triumph im 500-m-Weltcup, wo sie zwar keinen Sieg erreichte, aber dennoch Sechste wurde, weil sie an allen acht Rennen teilnahm. Insgesamt schaffte es Sae-Bom Shin in jedem Rennen, in dem sie startete, unter die besten Sechs zu kommen.
Auch im Shorttrack-Weltcup 2008/09 setzte sie diese Serie fort und gewann zwei weitere Weltcuprennen, über die 1000-m- und erneut über die 1500-m-Distanz. Nach zwei von sechs Weltcupstationen liegt sie auf Platz drei im 1000-m-Weltcup.